# Beaujeu (Rhône)
Beaujeu is een gemeente in het Franse departement Rhône (regio Auvergne-Rhône-Alpes). De plaats maakt deel uit van het arrondissement Villefranche-sur-Saône. Beaujeu telde op 1 januari 2022 2.103 inwoners.
Beaujeu is de oude centrumstad van de Beaujolais, waaraan de stad ook zijn naam gegeven heeft.

## Geschiedenis
De eerste heren van Beaujeu verschenen in de 10e eeuw. Door handige politiek breidden zij hun macht en invloed uit. Zij schonken relieken aan de kapittelkerk van Beaujeu waardoor die een bedevaartsoord werd. In 1390 verkocht Édouard II van Beaujeu de heerlijkheid aan Lodewijk II van Bourbon, waardoor een einde kwam aan het zelfstandig bestaan van de heerlijkheid Beaujeu. Het kasteel van Beaujeu raakte daarna in onbruik en het werd in 1611 gesloopt op bevel van de gouverneur van Lyon. De kapittelkerk werd afgebroken in 1793.
In 1833 fuseerde Beaujeu met buurgemeente Étoux.

## Geografie
De oppervlakte van Beaujeu bedroeg op 1 januari 2022 17,85 vierkante kilometer; de bevolkingsdichtheid was toen 117,8 inwoners per km².

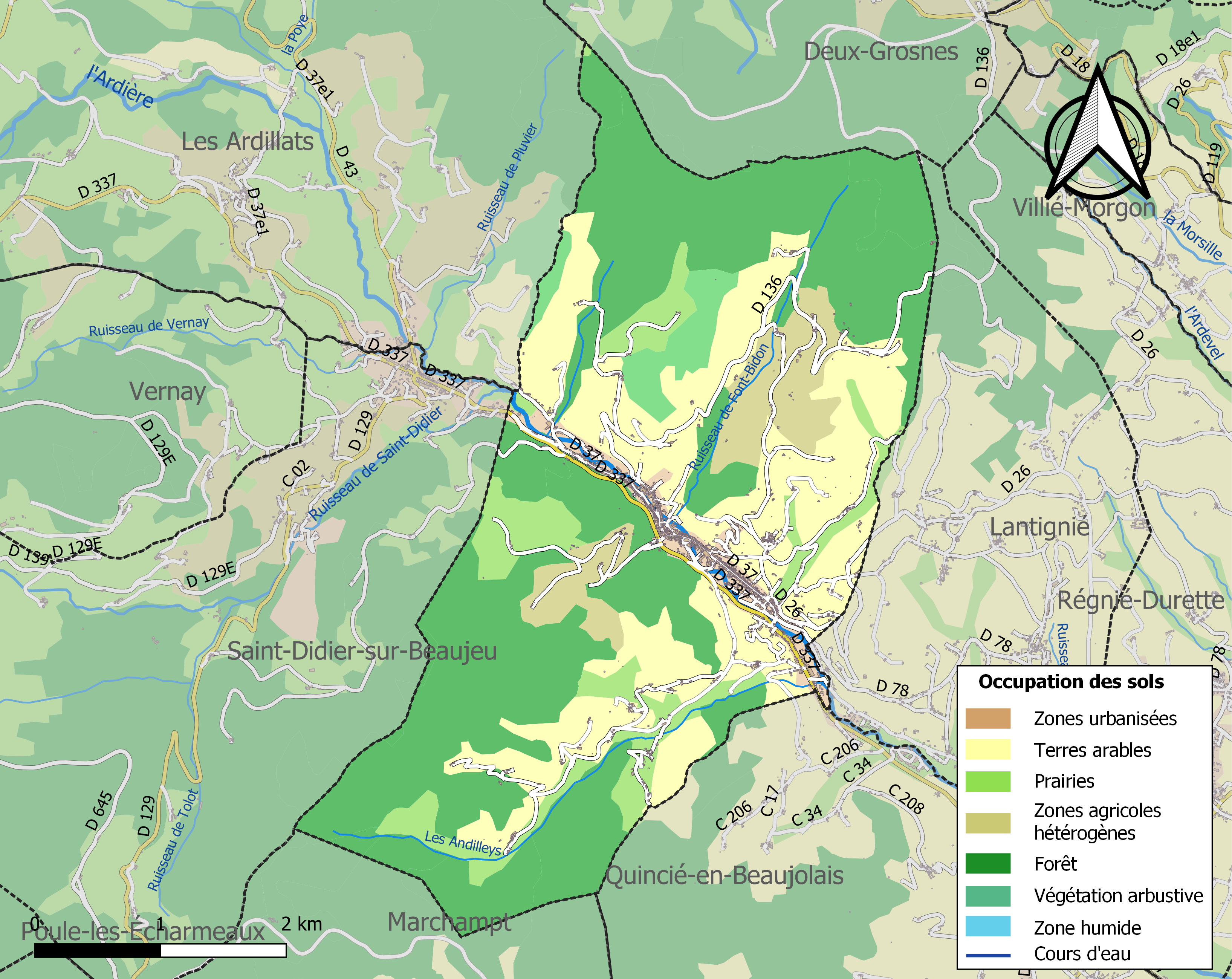
Kaart van de gemeente met de belangrijkste infrastructuur, bodemgebruik en omliggende gemeenten

## Demografie
Onderstaande figuur toont het verloop van het inwonertal (bron: INSEE-tellingen).

## Geboren
- Guillaume Paradin (1510-1590), kanunnik en humanist
- Jean-Baptiste Pressavin (1734-?), chirurg en parlementslid